# Templi buddisti in Australia
Questa è una lista dei templi buddisti che sono presenti sul suolo australiano. Il buddismo in quest'isola si è per la prima volta insediato nel 1858, anche se alcuni antropologi ipotizzano contatti molto più antichi. Un esempio che ha destato stupore, e la nascita di queste speculazioni, si ha nel ritrovamento di alcune reliquie cinesi risalenti tra il quattordicesimo e diciassettesimo secolo, successivamente riconsegnate alla Cina. Al 2024, la grande isola oceanica vanta la presenza di 10 luoghi sacri per il buddhismo quali templi, monasteri, stupa e pagode.

## Elenco

### Nuovo Galles del Sud
- Il tempio di Nan Tien. Situato a Wollongong, contea lontana 80km da Sydney.
- Il monastero di Sunnataram Forest. Situato a Bundanoon, città delle Higlands meridionali.

### Queensland
- Tempio di Chung Tian situato a Priestland nel Queensland.
- Pagoda della Pace Nepalese situata a Brisbane.
- Tempio della Sacra Triade situato a Brisbane.

### Australia Meridionale
- Tempio di Pháp Hoa situato a Pennington.

### Victoria
- La Grande Stupa della Compassione Universale situata nelle vicinanze di Bendigo.
- L'Istituto Tara a Melbourne.
- Il monastero di Thubten Shedrup Ling situato a Bendigo.

### Australia Occidentale
- Monastero di Bodhinyana situato a Serpentine.